# Groupe H des éliminatoires du Championnat d'Europe de football espoirs 2025
 (septembre 2023).
Navigation
Groupe G Groupe I
Le Groupe H des éliminatoires du Championnat d'Europe de football espoirs 2025 est composé de cinq équipes : la France, la Slovénie, l'Autriche, Chypre et la Bosnie-Herzégovine.

## Tirage
La composition du groupe est décidée par le tirage au sort effectué le 2 février 2023 à 09h00 CET (UTC+1), au siège de l'UEFA à Nyon, en Suisse,.

## Classement
| Rang | Équipe             | Pts | J | G | N | P | Bp | Bc | Diff |  | Résultats (▼ dom., ► ext.) |     |     |     |     |     |
| ---- | ------------------ | --- | - | - | - | - | -- | -- | ---- |  | -------------------------- | --- | --- | --- | --- | --- |
| 1    | Slovénie           | 17  | 8 | 5 | 2 | 1 | 13 | 7  | +6   |  | Slovénie                   |     | 0-4 | 1-0 | 2-0 | 3-0 |
| 2    | France             | 16  | 8 | 5 | 1 | 2 | 22 | 6  | +16  |  | France                     | 1-1 |     | 1-2 | 9-0 | 2-0 |
| 2    | Autriche           | 15  | 8 | 4 | 3 | 1 | 12 | 6  | +6   |  | Autriche                   | 1-1 | 2-0 |     | 2-2 | 2-0 |
| 4    | Chypre             | 5   | 8 | 1 | 2 | 5 | 7  | 23 | -16  |  | Chypre                     | 0-3 | 0-3 | 1-1 |     | 1-2 |
| 5    | Bosnie-Herzégovine | 3   | 8 | 1 | 0 | 7 | 5  | 17 | -12  |  | Bosnie-Herzégovine         | 1-2 | 1-2 | 0-2 | 1-3 |     |

## Matchs
Les heures sont CET/CEST, comme indiqué par l'UEFA (les heures locales, si elles sont différentes, sont entre parenthèses).
| 1re journée            | Bosnie-Herzégovine    | 1 - 2   | Slovénie              | Stade Grbavica, Sarajevo                    |                                             |
| 7 septembre 2023 18h45 | ( Bašić) Bristrić 53e | (0 - 0) | 68e Begić · 72e Cipot | Spectateurs : 500 Arbitrage : Kári Hövdanum | Spectateurs : 500 Arbitrage : Kári Hövdanum |
| 7 septembre 2023 18h45 | Rapport               |         |                       | Spectateurs : 500 Arbitrage : Kári Hövdanum | Spectateurs : 500 Arbitrage : Kári Hövdanum |

| 7 septembre 2023 | Chypre                 | 1 - 1   | Autriche          | Stade Dhasaki-Achnas, Akhna               |                                           |
| 19h00            | ( Satsias) Gavriel 76e | (0 - 0) | 56e Ballo (Lang ) | Spectateurs : 321 Arbitrage : Ante Čulina | Spectateurs : 321 Arbitrage : Ante Čulina |
| 19h00            | Rapport                |         |                   | Spectateurs : 321 Arbitrage : Ante Čulina | Spectateurs : 321 Arbitrage : Ante Čulina |

| 2e journée              | Slovénie | 0 - 4   | France                                                                                | Stadion Bonifika, Koper                                 |                                                         |
| 11 septembre 2023 18h00 |          | (0 - 1) | 45+1e Barcola (Kalimuendo ) · 50e Cherki (Barcola ) · 57e Barcola (Gusto ) · 88e Mara | Diffuseur : La chaîne L'Équipe Arbitrage : Ondřej Berka | Diffuseur : La chaîne L'Équipe Arbitrage : Ondřej Berka |
| 11 septembre 2023 18h00 | Rapport  |         |                                                                                       | Diffuseur : La chaîne L'Équipe Arbitrage : Ondřej Berka | Diffuseur : La chaîne L'Équipe Arbitrage : Ondřej Berka |

| 12 septembre 2023 | Autriche                             | 2 - 0   | Bosnie-Herzégovine | Keine Sorgen Arena, Ried im Innkreis |                             |
| 18h00             | (Kameri ) Querfeld 63e · Bischof 66e | (0 - 0) |                    | Arbitrage : Miguel Nogueira          | Arbitrage : Miguel Nogueira |
| 18h00             | Rapport                              |         |                    | Arbitrage : Miguel Nogueira          | Arbitrage : Miguel Nogueira |

| 13 octobre 2023 | Chypre  | 0 - 3   | Slovénie                                                                        | Stade Dhasaki-Achnas, Akhna |                         |
| 18h00           |         | (0 - 2) | 6e Cipot ( Flakus Bosilj) · 23e Cipot ( Sešlar) · 76e Flakus Bosilj ( Strajnar) | Arbitrage : David Munro     | Arbitrage : David Munro |
| 18h00           | Rapport |         |                                                                                 | Arbitrage : David Munro     | Arbitrage : David Munro |

| 3e journée            | Bosnie-Herzégovine | 1 - 2   | France                                         | Stade Grbavica, Sarajevo      |                               |
| 13 octobre 2023 18h30 | Bristrić 28e       | (1 - 1) | 32e Cherki ( Merlin) · 90+2e Kalimuendo ( Tel) | Arbitrage : Mohammad Al-Emara | Arbitrage : Mohammad Al-Emara |
| 13 octobre 2023 18h30 | Rapport            |         |                                                | Arbitrage : Mohammad Al-Emara | Arbitrage : Mohammad Al-Emara |

| 17 octobre 2023 | Slovénie            | 1 - 0   | Autriche | Fazanerija City Stadium, Murska Sobota |                            |
| 18h00           | ( Cipot) Sešlar 47e | (0 - 0) |          | Arbitrage : Visar Kastrati             | Arbitrage : Visar Kastrati |
| 18h00           | Rapport             |         |          | Arbitrage : Visar Kastrati             | Arbitrage : Visar Kastrati |

| 4e journée            | France | 9 - 0   | Chypre | Stade des Alpes, Grenoble  |                            |
| 17 octobre 2023 18h30 | Antoniou 13e (csc) · Kalimuendo 30e (pen.) · ( Cherki) Akliouche 39e · ( Wahi) Kalimuendo 45e · Matsima 57e · ( Barcola) Cherki 65e · ( Cherki) Tel 69e · ( Barcola) Cherki 80e · Tel 90+3e | (4 - 0) |        | Arbitrage : Miloš Bošković | Arbitrage : Miloš Bošković |
| 17 octobre 2023 18h30 | Rapport |         |        | Arbitrage : Miloš Bošković | Arbitrage : Miloš Bošković |

| 17 novembre 2023 | Chypre               | 1 - 2   | Bosnie-Herzégovine                 | Stade Antonis-Papadopoulos, Larnaca |                              |
| 17h00            | ( Satsias) Okkas 17e | (1 - 0) | 58e Kulašin ( Sučić) · 79e Sabljić | Arbitrage : Ivo Torres Rocha        | Arbitrage : Ivo Torres Rocha |
| 17h00            | Rapport              |         |                                    | Arbitrage : Ivo Torres Rocha        | Arbitrage : Ivo Torres Rocha |

| 5e journée             | Autriche                                     | 2 - 0   | France | Keine Sorgen Arena, Ried im Innkreis |                          |
| 17 novembre 2023 18h30 | ( Querfeld) Koller 25e · ( Ballo) Koller 75e | (1 - 0) |        | Arbitrage : Robert Jones             | Arbitrage : Robert Jones |
| 17 novembre 2023 18h30 | Rapport                                      |         |        | Arbitrage : Robert Jones             | Arbitrage : Robert Jones |

| 6e journée         | Slovénie                                          | 3 - 0      | Bosnie-Herzégovine                                                              | Mestni stadion Fazanerija, Murska Sobota   |                                            |
| 22 mars 2024 18h00 | Cipot 30e · Zeljković 37e · Pisek 90+2e           | (2 - 0)    |                                                                                 | Spectateurs : 1 024 Arbitrage : Masiyev E. | Spectateurs : 1 024 Arbitrage : Masiyev E. |
| 22 mars 2024 18h00 | Seslar 22e · Acimovic 32e · Begic 40e · Milic 62e | [ Rapport] | 43e Vukovic · 45+3e Muharemović · 49e Muharemović · 50e Omerović · 90+1e Šakota | Spectateurs : 1 024 Arbitrage : Masiyev E. | Spectateurs : 1 024 Arbitrage : Masiyev E. |

| 26 mars 2024 | Autriche                           | 2 - 2      | Chypre | Innviertel Arena                         |                                          |
| 17h00        | Antoniou 65e (csc) · Riegler 90+9e | (0 - 0)    | 52e Savva · 90e Satsias | Spectateurs : 1 400 Arbitrage : Berka O. | Spectateurs : 1 400 Arbitrage : Berka O. |
| 17h00        | Koller 18e · Omic 85e              | [ Rapport] | 27e Kerkez · 45+2e Kotsonis · 55e Foti · 60e Christodoulou · 72e Savva · 76e Angelopoulos · 84e Viktoros · 87e Satsias · 88e Kittos | Spectateurs : 1 400 Arbitrage : Berka O. | Spectateurs : 1 400 Arbitrage : Berka O. |

| 7e journée             | France     | 1 - 1      | Slovénie      | Stade Raymond-Kopa, Angers  |                             |
| 6 septembre 2024 18h30 | Doué 54e   | (0 - 1)    | Cipot 37e     | Arbitrage : Munuera Montero | Arbitrage : Munuera Montero |
| 6 septembre 2024 18h30 | Agoumé 71e | [ Rapport] | Zeljkovic 56e | Arbitrage : Munuera Montero | Arbitrage : Munuera Montero |

| 6 septembre 2024 | Bosnie-Herzégovine | 0 - 2 | Autriche |  |  |
| TBD              |                    | (-)   |          |  |  |
| TBD              | [ Rapport]         |       |          |  |  |

| 8e journée            | France       | 2 - 0 | Bosnie-Herzégovine |  |  |
| 10 septembre 2023 TBD |              | (-)   |                    |  |  |
| 10 septembre 2023 TBD | [ Rapport] - |       |                    |  |  |

| 10 septembre 2023 | Slovénie   | 2 - 0 | Chypre |  |  |
| TBD               |            | (-)   |        |  |  |
| TBD               | [ Rapport] |       |        |  |  |

| 9e journée          | Autriche   | 1 - 1 | Slovénie |  |  |
| 11 octobre 2024 TBD |            | (-)   |          |  |  |
| 11 octobre 2024 TBD | [ Rapport] |       |          |  |  |

| 11 octobre 2024 | Chypre     | 0 - 3 | France |  |  |
| TBD             |            | (-)   |        |  |  |
| TBD             | [ Rapport] |       |        |  |  |

| 10e journée         | Bosnie-Herzégovine | 1 - 3 | Chypre |  |  |
| 15 octobre 2024 TBD |                    | (-)   |        |  |  |
| 15 octobre 2024 TBD | [ Rapport]         |       |        |  |  |

| 15 octobre 2024 | France     | 1 - 2 | Autriche |  |  |
| TBD             |            | (-)   |          |  |  |
| TBD             | [ Rapport] |       |          |  |  |

### Buteurs
4 buts     
- Rayan Cherki

3 buts    
- Arnaud Kalimuendo
- Tio Cipot

2 buts   
- Paul-Friedrich Koller
- Admir Bristrić
- Bradley Barcola
- Mathys Tel

1 buts  
- Thierno Ballo
- Leopold Querfeld
- Noah Bischof
- Enver Kulašin
- Franko Sabljić
- Stavros Gavriel
- Giorgos Okkas
- Sékou Mara
- Maghnes Akliouche
- Chrislain Matsima
- Tjaš Begić
- David Flakus Bosilj
- Svit Sešlar

but contre son camp  (csc)
- Evagoras Antoniou (contre la France)

### Passeurs
3 passes décisives 
- Bradley Barcola

2 passes décisives 
- Giannis Satsias
- Rayan Cherki

1 passe décisive 
- Christoph Lang
- Dijon Kameri
- Leopold Querfeld
- Thierno Ballo
- Ivan Bašić
- Petar Sučić
- Arnaud Kalimuendo
- Malo Gusto
- Quentin Merlin
- Mathys Tel
- Elye Wahi
- David Flakus Bosilj
- Svit Sešlar
- Mark Strajnar
- Tio Cipot